# Mitragyna speciosa
Il kratom (in Thailandese: กระท่อม) (Mitragyna speciosa Korth., 1841) è un albero della famiglia delle Rubiaceae, diffuso in diverse regioni del Sud-Est asiatico come Indocina e Malaysia ma anche Indonesia e Papua Nuova Guinea.
Fa parte della farmacopea della medicina tradizionale per gli agricoltori del Sud-Est asiatico che lo utilizzano per alleviare la fatica e come stimolante per aumentare la produttività. Viene usata masticandone le foglie fresche o secche o ricavandone un decotto, non solo per uso medico ma anche ricreativo. In Italia la pianta e i suoi estratti sono inseriti nella Tabella I del testo unico delle norme su stupefacenti e sostanze psicotrope e successive modifiche.

## Descrizione
Gli alberi di Mitragyna speciosa di solito crescono fino a 9 metri di altezza e 4,5 m di larghezza, anche se nelle giuste condizioni alcuni esemplari possono raggiungere i 12-30 metri in altezza. Il fusto è eretto e ramificato. Le foglie sono di un colore verde scuro, di forma ovato-acuminata, e possono crescere fino a oltre 180 mm di lunghezza e 100 mm di larghezza. I fiori sono gialli e crescono a grappoli, e durante la fase di bocciolo sono circondati e completamente ricoperti da numerose brattee che si sovrappongono.
Durante la stagione secca la caduta delle foglie è più abbondante, e la nuova crescita è più abbondante durante la stagione delle piogge. Al di fuori del proprio habitat naturale tropicale, la caduta delle foglie avviene con le temperature più fredde, attorno ai 4 °C. Venne documentato per la prima volta dal botanico olandese Pieter Korthals. 
È imparentato con i generi Corynanthe,  Cinchona e Uncaria, con cui condivide alcune proprietà biochimiche.
I nativi distinguono tre diversi tipi di Kratom, in base alla venatura centrale della foglia: venatura rossa, verde e bianca.

### Distribuzione e habitat
Cresce in Thailandia, specialmente nella zona del centro e del sud dove viene chiamata Ithang, Kakuam; difficilmente la si trova nelle zone del nord e del nord-est; è diffusa anche dal nord della Malaysia dove è conosciuta come Kutum o Biak, in Papua Nuova Guinea e nelle Filippine.

## Usi e farmacologia

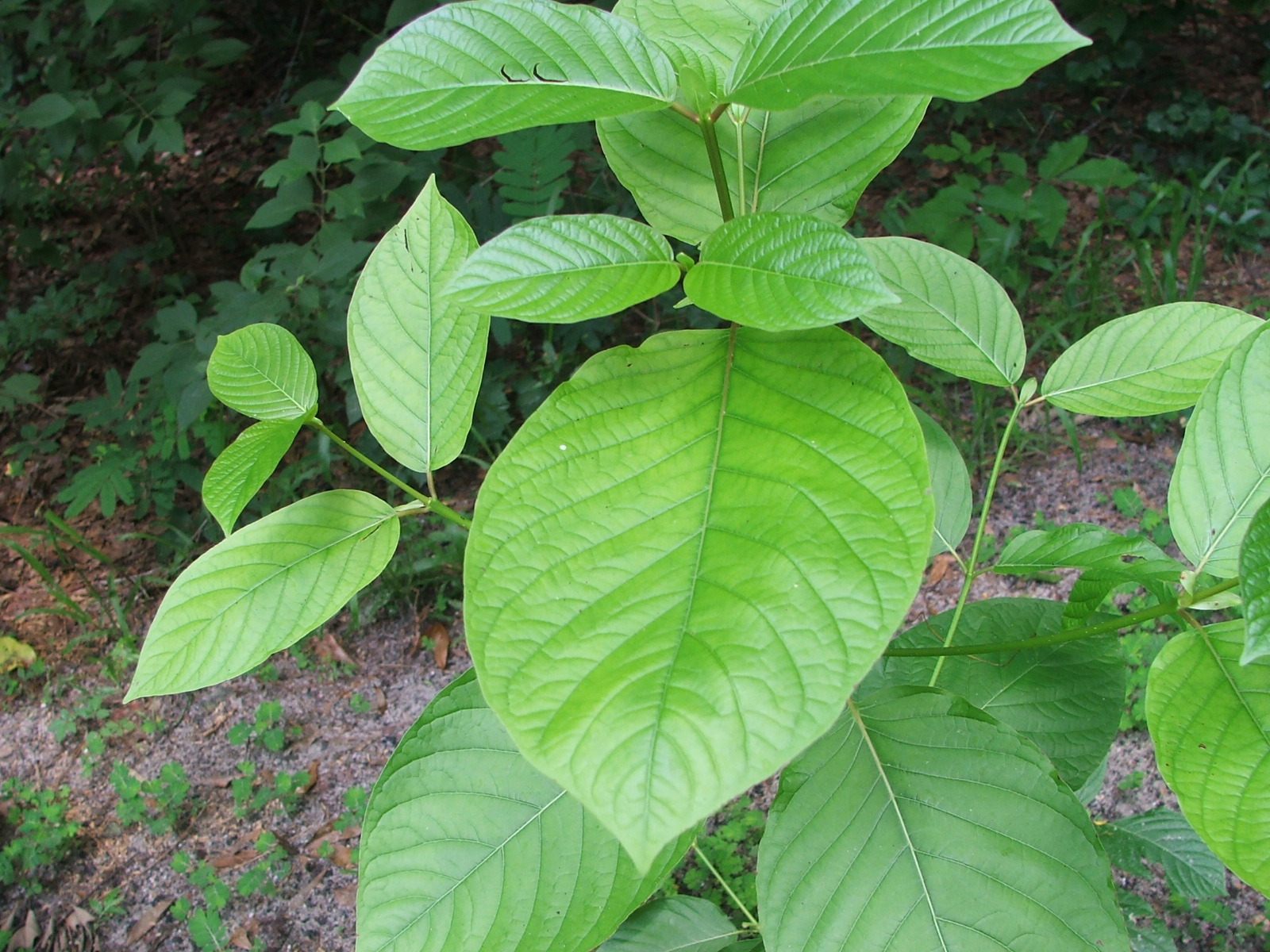
Si è ipotizzato che la pianta abbia preso il nome Mytragina perché le sue foglie ricordano la mitra vescovile.

La pianta ha un tradizionale impiego come medicinale e come stupefacente. I suoi principi attivi, il cui principale rappresentate è la mitraginina, sono attivi sul sistema nervoso centrale dove agiscono con un effetto dose dipendente principalmente sul sistema oppioide ma anche su altri sistemi neurotrasmettitoriali, esercitando effetti antidolorifici, stimolanti ed anti fatica, antidepressivi.
Nelle popolazioni del Sud-Est asiatico veniva e viene utilizzato come energizzante contro la fatica del lavoro nelle risaie, permettendo di sopportare meglio le dure condizioni di lavoro e aumentando la sensazione di energia; è utilizzato contro i dolori cronici per via dei suoi effetti antidolorifici (in analogia ad altri oppioidi), come afrodisiaco e dai lavoratori che esercitano mansioni monotone e ripetitive per via dei suoi effetti stimolanti; gli estratti sono poi usati nella medicina tradizionale contro la diarrea, la febbre, come antidepressivo e come anestetico locale.
Per via dei suoi effetti agonisti sul sistema oppioide, gli infusi e gli estratti di Kratom sono stati utilizzati contro la dipendenza da oppioidi come l'eroina o farmaci antidolorifici come l'ossicodone, agendo quindi in tal senso da analogo del metadone. Si ritiene che la DEA (agenzia antidroga americana) non abbia messo al bando la sostanza al 2017 perché potenzialmente in grado di contenere l'epidemia da oppioidi che sta attraversando il paese.

### Effetti collaterali
Gli effetti collaterali più comuni che si possono presentare ad alte dosi sono nausea e vomito, seguiti in alcuni casi da ansia, agitazione e ostilità. L'uso prolungato, specie ad alte dosi, della sostanza può dare luogo a fenomeni di tolleranza e dipendenza in analogia ad altri oppioidi. La dipendenza da Kratom si manifesta con sintomi quali dolori, nausea, disturbi gastro intestinali, insonnia, ipertensione e sintomi psicologici quali ansia e irritabilità.
A dosi molto alte possono verificarsi sintomi simili a quelli di alte dosi di altri oppioidi quali sindrome da tossicità da oppioidi, depressione respiratoria (in realtà osservata in studi su cavie ma non in ambito clinico) ed overdose che sono stati correlati ad alcuni casi di morte, anche se in questi casi è stata rivelata la coassunzione di altre sostanze (come destrometorfano e tramadolo) per cui il ruolo della pianta non è certo. Sono stati segnalati rari casi di epatotossicità, associati a sintomatologia caratteristica quale ittero, affaticamento e nausea, a seguito dell'assunzione degli estratti della pianta.

### Farmacologia
Dal Kratom sono stati isolati oltre 25 alcaloidi diversi di cui però i principali sono: mitraginina, painanteina, specioginina, speciociliatina e 7-idrossimitraginina. Il contenuto di alcaloidi delle foglie di Mitragyna speciosa è di circa lo 0,5%, la metà circa dei quale è rappresentato dalla mitraginina. Una foglia pesa mediamente 1,7 g se fresca e 0,43 g quando essiccata. Venti foglie essiccate contengono circa 17 mg di mitraginina. L'analisi della specie di Kratom tailandese mostra un contenuto in mitraginina pari al 62,2% (estratto crudo), di specioginina pari al 6,6 %, di speciociliatina pari allo 0,8%, painanteina pari all'8,6% e 7- idrossimitraginina 2%.
La farmacologia del Kratom non è ben compresa. A basse dosi (1-5 grammi) sembra avere un effetto prevalentemente stimolante, mentre dosi più elevate (5-15 grammi) compare l'effetto oppioide; tuttavia i dosaggi dipendono molto sia dalla varietà utilizzata sia dalla sensibilità individuale che è influenzata tra l'altro anche dal precedente uso della sostanza che tende a generare tolleranza.
Uno dei suoi principali componenti attivi, la 7-idrossimitraginina (7-HMG) si è dimostrata 13 volte più potente della morfina come antidolorifico nei topi. Sia la mitraginina che la 7-HMG agiscono come agonisti selettivi al recettore μ-oppioide; la 7-HMG sembra avere l'affinità maggiore per tale recettore. Gli effetti stimolatori sembrano invece essere dovuti all'agonismo ai recettori 5-HT2A della serotonina e α2-adrenergici. Un altro componente attivo presente nella pianta, la Rincofillina, è un antagonista non competitivo dei recettori per NMDA.
La mitraginina è metabolizzata negli umani con meccanismo di "Fase I" e "Fase II" ed escreta nelle urine. In esperimenti in vitro gli estratti di Kratom hanno inibito gli enzimi CYP3A4, CYP2D6, e CYP1A2 ciò può risultare in pericolose interazioni con altri farmaci metabolizzati per le stesse vie.

## Stato legale

### Italia
In Italia sia la mitraginina, sia l'intera pianta o parti di essa sono incluse nella tabella 1 di cui all'articolo 14 della legge 309/90 e successive modifiche.